# Gliese 204
Gliese 204 è una stella di classe spettrale K5-V, distante 42,5 anni luce dal Sistema solare situata nella costellazione di Orione. Nonostante la piccola distanza, non è visibile ad occhio nudo, avendo una magnitudine apparente di +7,64; per la sua osservazione occorre almeno un piccolo binocolo.

## Caratteristiche fisiche
La stella è una nana arancione di sequenza principale, più piccola e fredda del Sole, e possiede una luminosità pari al 18% di quella della nostra stella. Dalle caratteristiche simili a ε Indi ma è situata 4 volte più lontana; ha una massa del 75% rispetto a quella solare, mentre il raggio è del 70% rispetto a quello della nostra stella. La velocità radiale negativa indica che la stella si sta avvicinando al sistema solare.